# Жуково (Старорусский район)
Жу́ково — деревня в Старорусском районе Новгородской области, входит в состав Новосельского сельского поселения.
Расположена на реке Редья в месте впадения в неё ручья Мукавского. Связана просёлочными дорогами с ближайшими деревнями Бор (3,5 км к северо-западу) и Борок (2 км к юго-западу), также в 2 км к западу находится деревня Ищино. Площадь территории деревни 10,5 га.
В Новгородской земле эта местность относилась к Шелонской пятине. На карте 1915 года деревня указана как Жукова. Тогда же несколько северней находилась ныне исчезнувшая деревня Еванова Берёзка. До апреля 2010 года деревня Жуково входила в состав ныне упразднённого Пробужденского сельского поселения.

## Население
| 2010 | 2011 |
| ---- | ---- |
| 6    | ↘2   |